# Logaritmo de uma matriz
Na matemática, o logaritmo de uma matriz é uma outra matriz cuja exponenciação é igual à matriz inicial; é portanto, uma generalização do conceito habitual de logaritmo como simplesmente o inverso da função exponencial. Porém há algumas restrições e propriedades das matrizes para tal contexto: a matriz tem logaritmo se e somente se for invertível e seu logaritmo pode ser uma matriz complexa mesmo que todos os seus elementos são números reais.

## Definição
Uma matriz B é o logaritmo de uma matriz dada como A se a exponenciação de B é A:
{\displaystyle e^{B}=A.\,}

## Cálculo

### Matriz diagonalizável
Um método para encontrar ln(A) para uma matriz diagonalizável é feito da seguinte maneira:
- Encontra-se a matriz V de valores próprios de A (cada coluna de V é um autovetor de A)
- Encontra-se a matriz inversa de V, V−1.
- Seja

{\displaystyle A'=V^{-1}AV.\,}
- Então, A' será uma matriz diagonal em que os elementos na diagonal são os autovalores de A.
- Substitui-se cada elemento de A' por seu logaritmo natural para obter ln(A').

{\displaystyle \ln A=V(\ln A')V^{-1}.\,}

### Matriz não diagonalizável
O algoritmo acima não diagonalizável não funciona para matrizes não diagonalizável, tal como:
{\displaystyle {\begin{bmatrix}1&1\\0&1\end{bmatrix}}.}
Neste tipo de matrizes, precisa encontrar a forma canônica de Jordan e, além de calcular os logaritmos da diagonal como ocorre na matriz diagonalizável, é necessário calcular o logaritmo dos elementos da matriz de Jordan. O último é conseguido ao notar que um pode escrever um bloco de Jordan como:
{\displaystyle B={\begin{pmatrix}\lambda &1&0&0&\cdots &0\\0&\lambda &1&0&\cdots &0\\0&0&\lambda &1&\cdots &0\\\vdots &\vdots &\vdots &\ddots &\ddots &\vdots \\0&0&0&0&\lambda &1\\0&0&0&0&0&\lambda \\\end{pmatrix}}=\lambda {\begin{pmatrix}1&\lambda ^{-1}&0&0&\cdots &0\\0&1&\lambda ^{-1}&0&\cdots &0\\0&0&1&\lambda ^{-1}&\cdots &0\\\vdots &\vdots &\vdots &\ddots &\ddots &\vdots \\0&0&0&0&1&\lambda ^{-1}\\0&0&0&0&0&1\\\end{pmatrix}}=\lambda (I+K)},
onde K é uma matriz com zero e abaixo da diagonal.
Então, pela fórmula
{\displaystyle \ln(1+x)=x-{\frac {x^{2}}{2}}+{\frac {x^{3}}{3}}-{\frac {x^{4}}{4}}+\cdots }
se obtém
{\displaystyle \ln B=\ln {\big (}\lambda (I+K){\big )}=\ln(\lambda I)+\ln(I+K)=(\ln \lambda )I+K-{\frac {K^{2}}{2}}+{\frac {K^{3}}{3}}-{\frac {K^{4}}{4}}+\cdots }
Esta série, em geral, não converge para nenhuma matriz K, como tampouco o faz para um número real com valor absoluto maior que a unidade. Entretanto, esta matriz K, em particular, é uma matriz nilpotente, portanto a série tem um número finito de termos (Km é zero se m é a dimensão de K).
Utilizando este enfoque, se encontra:
{\displaystyle \ln {\begin{bmatrix}1&1\\0&1\end{bmatrix}}={\begin{bmatrix}0&1\\0&0\end{bmatrix}}.}